# Luna 25
```
   
Luna 25
 (o 
Luna-25
) va ser una missió 
d'aterratge lunar
 rus fallida de 
Roscosmos
[
1
]
 l'agost de 2023 que planejava aterrar prop del 
pol sud lunar
, a les proximitats del cràter 
Boguslawsky
.
[
2
]
```

La missió Luna 25 va enlairar el 10 d'agost de 2023, a les 23:10 UTC, dalt d'un coet Soiuz-2.1b des del cosmòdrom Vostochny a l'extrem oriental regió d'Amur de Rússia,  i el 16 d'agost va entrar en òrbita lunar. El 19 d'agost a les 11:57 UTC, l'aterrador es va estavellar a la superfície de la Lluna després d'una maniobra orbital fallida.

## Història

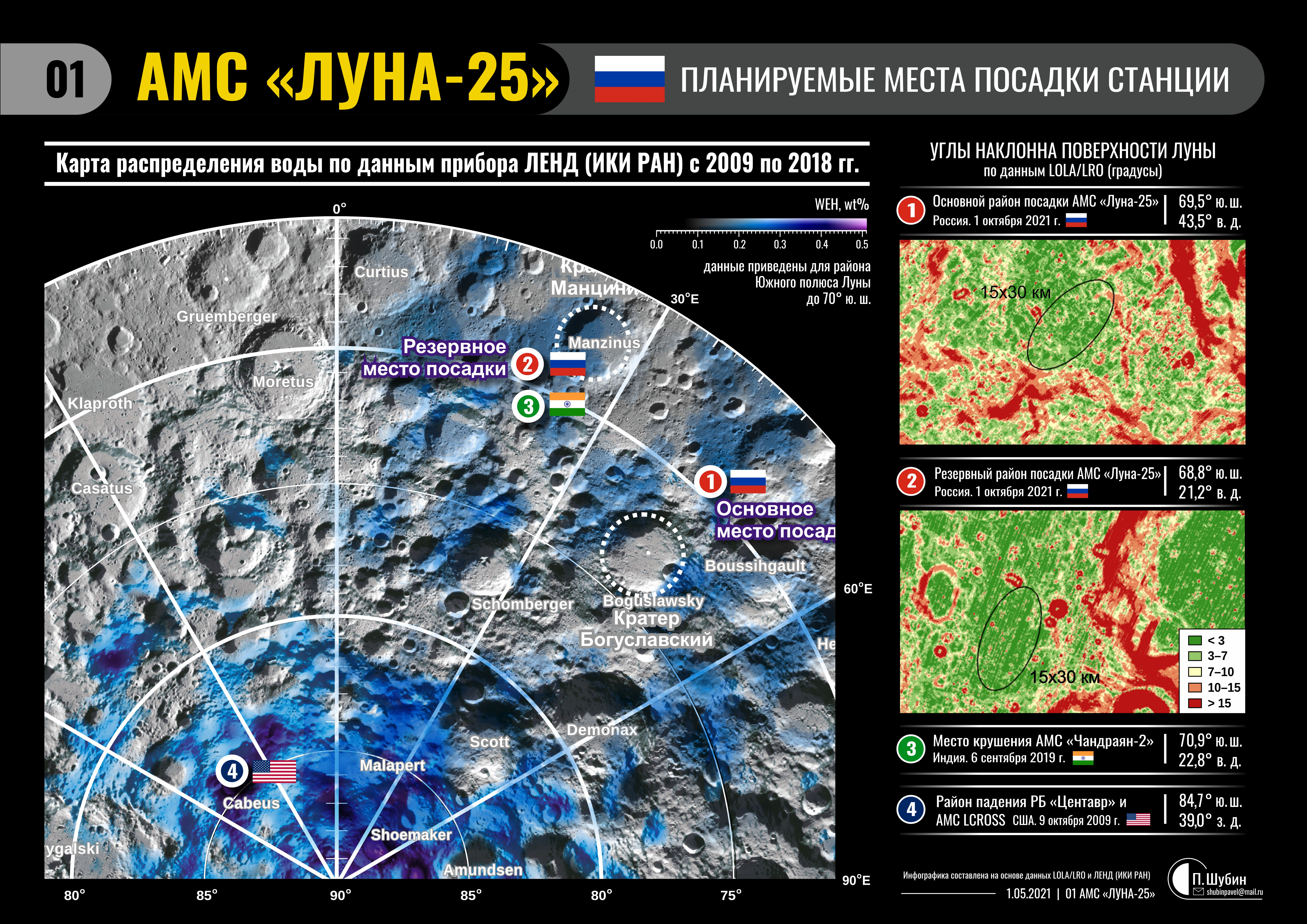
Llocs d'aterratge proposats

L'aterratge lunar anterior de la sèrie era una nau soviètica, Luna 24, llançada el 1976. Els plans naixents per al que esdevingué Luna 25 van començar a finals de la dècada de 1990, amb l'avaluació de dos dissenys de naus espacials que va tenir lloc el 1998. Els intents de reviure i completar el projecte van continuar durant la dècada del 2000 i es van veure marcats per un intent avortat de cooperació internacional mitjançant una fusió amb l'orbitador Lunar-A de JAXA, ara cancel·lat, i la pressió d'un altre intent de missió cooperativa lunar amb l'Organització d'Investigació Espacial de l'Índia (ISRO) (que va continuar sense la participació de Rússia).

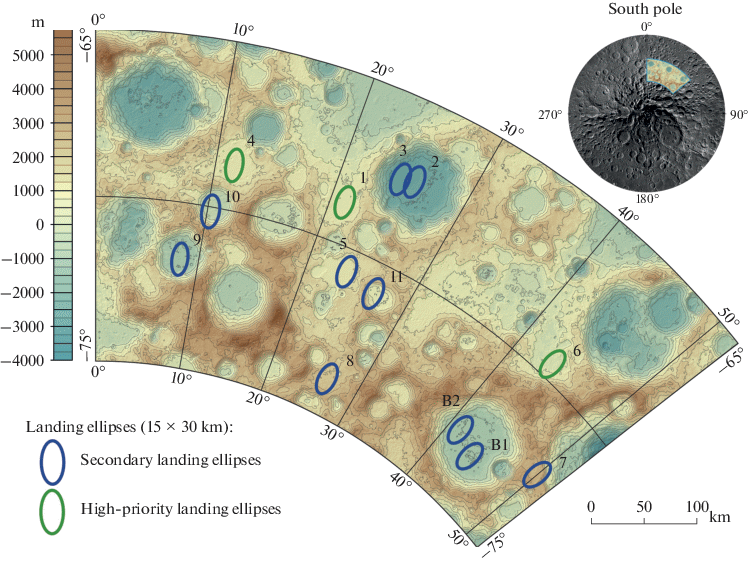
El·lipses d'aterratge suggerides per a Luna-Glob (Luna-25). Les el·lipses primàries són 1, 4, 6 i les secundàries són 2, 3, 5, 7, 8, 9, 10, 11 i B1, B2.

Els plans inicials de la missió requerien un aterratge i un orbitador, amb aquest últim també desplegant penetradors d'impacte. En la seva forma final, Luna 25 només era un aterrador, amb la missió principal de provar la tecnologia d'aterratge. La missió en va portar 30 kg (66 lb) d'instruments científics, inclòs un braç robòtic per a mostres de sòl i possible maquinari de perforació.
Els retards de la dècada de 2010 van sorgir primer per la reelaboració i el retard significatius provocats pel fracàs de Phobos-Grunt el 2011. En aquest punt es va desenvolupar el disseny modern de Luna 25. El treball posterior a l'aterratge es va alentir per les pressions dels recursos que s'imposaven al desenvolupador de naus espacials NPO Lavochkin, com ara el satèl·lit meteorològic Elektro-L No.2 i l'observatori Spektr-RG, així com la plataforma d'aterratge Rússia contribuïa a ExoMars 2020..
El 2017, el sistema de propulsió de la nau espacial estava en muntatge.
La durada prevista de la missió de l'aterratge a la superfície de la Lluna havia de ser almenys un any terrestre.
S'havien gastat almenys 12.500 milion de rubles (més de 130 milions de dòlars EUA) en el projecte.

## Càrrega útil científica
L'aterrador comptava amb un 30 kg (66 lb) càrrega útil que inclou vuit instruments científics russos:
- ADRON-LR, anàlisi de neutrons actius i raigs gamma de la regolita
- ARIES-L, mesura de plasma a l'exosfera
- LASMA-LR, espectròmetre de masses làser
- LIS-TV-RPM, espectrometria infraroja de minerals i imatge
- PmL, mesura de pols i micrometeorits
- THERMO-L, mesura de les propietats tèrmiques del regolit
- STS-L, imatge panoràmica i local
- Retroreflector làser, Libració de la Lluna i experiments de distància

## Referència
1. ↑  «Chandrayaan-3 Vs Russia's Luna-25 Which one is likely to win the space race» (en anglès), 14-08-2023. Arxivat de l'original el 16 August 2023. [Consulta: 16 agost 2023].
2. ↑  O'Callaghan, Jonathan (en anglès) Nature, 21-08-2023. DOI: 10.1038/d41586-023-02659-6. PMID: 37604864 [Consulta: 21 agost 2023].
3. ↑  «As Chandrayaan-3 and Luna 25 prepare to land on Moon, two questions» (en anglès), 19-08-2023. Arxivat de l'original el 19 August 2023. [Consulta: 19 agost 2023].
4. ↑  Krebs, Gunter. «Luna-Glob (Luna 25)» (en anglès). Gunter's Space Page, 03-12-2019. Arxivat de l'original el 24 July 2022. [Consulta: 14 gener 2020].
5. ↑  Howell, Elizabeth. «Russia's Luna-25 Lander Has Crashed into the Moon» (en anglès). Scientific American. Arxivat de l'original el 22 August 2023. [Consulta: 21 agost 2023].
6. ↑  Zak, Anatoly. «Luna-Glob project» (en anglès).   RussianSpaceWeb.com, 19-06-2019. Arxivat de l'original el 15 September 2022. [Consulta: 14 gener 2020].
7. ↑  Krebs, Gunter. «Luna-Glob (Luna 25)» (en anglès). Gunter's Space Page, 03-12-2019. Arxivat de l'original el 24 July 2022. [Consulta: 14 gener 2020].
8. ↑  Zak, Anatoly. «The Luna-Glob lander» (en anglès). RussianSpaceWeb.com, 09-10-2019. Arxivat de l'original el 20 December 2019. [Consulta: 14 gener 2020].
9. ↑  Zak, Anatoly. «Luna-Glob (Luna 25) project in 2013» (en anglès).   RussianSpaceWeb.com, 11-12-2017. Arxivat de l'original el 16 March 2018. [Consulta: 15 març 2018].
10. ↑  Zak, Anatoly. «Development of the Luna-Glob project in 2014 and 2015» (en anglès).   RussianSpaceWeb.com, 12-01-2018. Arxivat de l'original el 23 March 2018. [Consulta: 15 març 2018].
11. ↑  Zak, Anatoly. «Luna-Glob's stop and go» (en anglès).   RussianSpaceWeb.com, 31-03-2018. Arxivat de l'original el 28 January 2020. [Consulta: 14 gener 2020].
12. ↑  «ЛУНА-25 | Space Research Institute – IKI» (en anglès). iki.cosmos.ru. Arxivat de l'original el 12 August 2023. [Consulta: 16 agost 2023].
13. ↑  «Что ждет российскую лунную миссию после потери аппарата "Луна-25" и как по ней ударят санкции – объясняет эксперт» (en rus). Настоящее Время, 21-08-2023. Arxivat de l'original el 22 August 2023. [Consulta: 21 agost 2023].
14. ↑  «Роскосмос: "Луна-25" потерпела крушение, станция столкнулась с поверхностью Луны» (en rus). RTVI, 20-08-2023. [Consulta: 21 agost 2023].
15. ↑  «Luna 25 (Luna-Glob Lander) Payload» (en anglès). Iki.rssi.ru. Arxivat de l'original el 29 September 2018. [Consulta: 14 febrer 2019].
16. ↑  «NASA – Spacecraft Luna 25 – Details» (en anglès).   nssdc.gsfc.nasa.gov. Arxivat de l'original el 1 June 2023. [Consulta: 14 agost 2023].